# Glen Collins
Glen Collins (Christchurch, 7 settembre 1977) è un ex calciatore neozelandese, di ruolo centrocampista.